# Najády

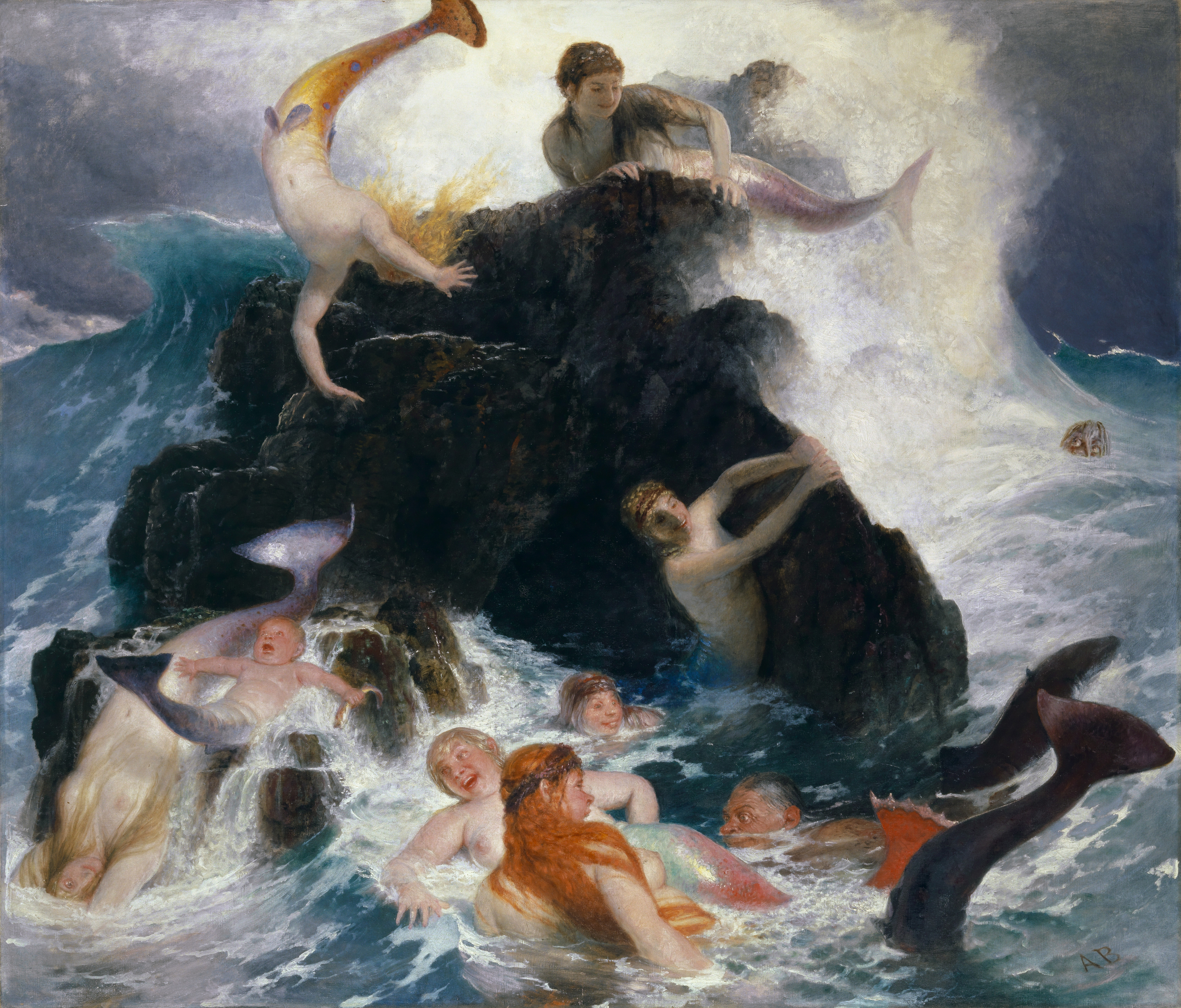
Arnold Böcklin: Das Spiel der Najaden (Hry najád; 1886)

Najády (latinsky Naiades) jsou v řecké mytologii vodní nymfy, polobohyně či bohyně. Z bytostí v řecké mytologii jsou nejvíce podobné českým pohádkovým vílám nebo rusalkám.

## Prostředí
Najády jsou nymfy jezerní, říční, potoční, v horských bystřinách, pramenech a zřídlech; dávají polím vláhu, zabezpečují úrodnost půdy. Najády minerálních pramenů mají léčebnou i věšteckou moc. Jejich osudy byly velice rozmanité, některé žily mezi bohy na Olympu, jiné žily na zemi se smrtelnými manžely, s nimiž musely snášet radosti i strasti pozemského života.
Jsou věčně mladé a krásné, avšak nejsou nesmrtelné. Když vyschne jejích zřídlo nebo pramen, umírají s ním.